# 히드라 (생물)
히드라(Hydra oligactis)는 히드라속에 속하는 종으로, 몸의 색깔이 갈색이라 갈색 히드라라고도 부른다. 몸길이는 3~5mm이다.
온대 기후 지역에 널리 퍼져 있다. 이른 봄부터 늦은 가을까지 고여 있는 물에서 흔히 발견되는 생물이다. 몸통은 대롱 모양이며 여러 개의 촉수가 달려 있다. 먹이는 주로 물벼룩이며 촉수를 이용해 물벼룩을 기절시켜 입으로 밀어 넣어 섭취한다.
주로 수중 생물의 줄기, 나뭇잎 아래쪽, 물에 잠긴 나무 줄기, 돌 표면 등에 부착되어 있는 경우가 많다.
몸의 대부분이 줄기세포로 이루어진 히드라는 잡아먹히거나 병에 걸리는 것을 제외하면 영원히 살 수 있다.